# ダコタ・ローズ
ダコタ・ローズ（Dakota Rose、1995年9月19日 - ）は、アメリカ合衆国出身で、日本で活動しているモデル・タレントである。プラチナムプロダクションに所属していた。その容姿から「リアルバービー人形」と形容されることがある。

## 経歴
1995年9月19日、アメリカ合衆国のイリノイ州シカゴに生まれる。
2011年、以前よりscene girlとして姉のkiki kannibalと共に有名ではあったものの、17歳のときにブログを開設し、自分撮りの写真を掲載したことによって注目を集める。また、YouTubeの動画で日本のメイクやファッションを紹介し、世界中で話題となる。動画の累計再生回数は5,000万回を越えている。
2012年4月来日、4月5日には日本テレビ放送網の情報番組『ZIP!』で「ブレイク間近の存在」として紹介される。同年4月、単身で来日。9月に開催された東京ガールズコレクション in 名古屋では、モデルとしてランウェイに初登場。
2013年4月27日、札幌コレクションに出演する。5月27日、『ダコタ・ローズのすべて』が宝島社より刊行される。
2014年4月、雑誌『Popteen』の専属モデルとしての活動を開始する。同年、益若つばさプロデュースのブランドCandyDoll（キャンディドール）のイメージモデルに起用される。
2015年3月1日放送の『行列のできる法律相談所』でテレビ初出演を果たす。3月9日、『PON!』に生出演。
2018年2月21日、2年前の20歳の頃に急性白血病を克服していたことをSNSで明かした。
2020年、『THE突破ファイル』の11月12日放送回から、再現ドラマ"出動！アメリカンポリス"に出演。

## 出演

### TV
- タビフク＋VR「日光・中禅寺湖」（前編 #88[20] / 後編 #89[21]）（BS-TBS、2020年2月19日、2月26日） - ダコタ・ローズ、くるみ[注 2]
- THE突破ファイル（日本テレビ、2020年11月12日 - ）- 「出動! アメリカンポリス」婦人警官 役[注 1]

### CM
- 東宝住宅 - THE HOUSE 足立の杜 CM
- ロッテ「Fit's」（2017年）[30]

### ミュージックビデオ
- Jamflavor 『fallin' snow ～このまま二人で～』 （2017年2月）[31]

## 書籍
- ダコタ・ローズのすべて（2013年、宝島社）ISBN 978-4-8002-1124-8

### 雑誌
- Popteen（2014年4月号）